# Eli Manning
Elisha Nelson „Eli“ Manning (* 3. Januar 1981 in New Orleans, Louisiana) ist ein ehemaliger US-amerikanischer American-Football-Spieler auf der Position des Quarterbacks. Er spielte für die New York Giants in der National Football League (NFL), gewann zweimal den Super Bowl (Super Bowl XLII und Super Bowl XLVI) und wurde beide Male zum Super Bowl MVP gewählt. Manning ist der Sohn von Archie Manning und der jüngere Bruder von Peyton Manning.

## College
Eli Manning spielte College Football bei den Ole Miss Rebels und führte diese in seinem Abschlussjahr 2003 zu einem 31:28-Sieg im Cotton Bowl, wobei er zum Offensive MVP gewählt und mit dem Maxwell Award ausgezeichnet wurde.

## NFL
Im Rahmen des NFL Drafts 2004 wurde er als erster Spieler von den San Diego Chargers ausgewählt. Im Tausch für Philip Rivers (der als vierter Spieler von den Giants gedraftet wurde), das Draftrecht in der dritten Runde in diesem Jahr sowie in der ersten und fünften Runde im folgenden Jahr wurde er im Anschluss an die New York Giants abgegeben. Die Chargers wählten mit diesen weiteren Draftrechten Kicker Nate Kaeding, Linebacker Shawne Merriman und Offensive Tackle Roman Oben (im Tausch mit den Tampa Bay Buccaneers) aus.
Bei den Giants war die Position des Quarterbacks zum damaligen Zeitpunkt mit Kurt Warner besetzt, weswegen Manning zu Beginn kaum Einsatzzeiten erhielt. In der zweiten Hälfte der Saison 2004 schenkte Head Coach Tom Coughlin seinem Rookie schließlich das Vertrauen, woraufhin die Giants sechs der folgenden sieben Spiele verloren und die Play-offs verpassten. In der Folge zahlte sich das in Manning gesetzte Vertrauen jedoch aus: In der Saison 2005 führte Manning sein Team mit elf Siegen bei fünf Niederlagen erstmals seit 2002 wieder in die Play-offs, scheiterte dort jedoch ebenso in der ersten Runde wie im Folgejahr.
In der Saison 2007 qualifizierten sich Manning und die Giants als Wildcard-Team für die Play-offs und zogen nach Siegen gegen die favorisierten Tampa Bay Buccaneers, Dallas Cowboys und Green Bay Packers in den Super Bowl ein. Dort lagen die Giants am 3. Februar 2008 gegen die bis dahin ungeschlagenen New England Patriots 2:42 Minuten vor Spielende mit 10:14 zurück und benötigten 84 Yards zum Touchdown. Im wohl spielentscheidenden dritten Versuch für fünf Yards an der eigenen 44-Yard-Linie entkam Manning 75 Sekunden vor Spielende mehreren Sack-Versuchen und fand seinen Wide Receiver David Tyree mit einem 32-Yards-Pass, den dieser spektakulär mit Hilfe seines Helmes sicherte. Die Medien sprachen anschließend vom vielleicht größten Spielzug in der Geschichte des Super Bowls. Mit noch 58 Sekunden auf der Uhr und der nun deutlich näheren Endzone der Patriots warf Manning vier Spielzüge später den entscheidenden Touchdownpass auf Plaxico Burress, woraufhin er mit den Giants den Super Bowl XLII gewann und zum Super Bowl MVP gewählt wurde.

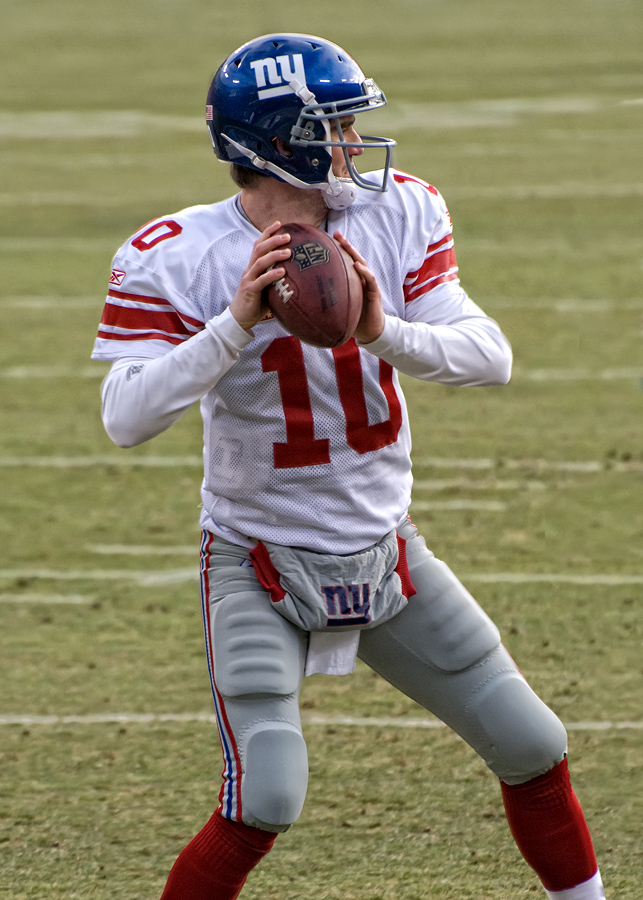
Eli Manning in der Saison 2012

2009 unterzeichnete Manning bei den New York Giants einen neuen, mit 100 Millionen US-Dollar dotierten Sechsjahresvertrag. In den Spielzeiten 2009 und 2010 warf er erstmals Pässe für mehr als 4.000 Yards Raumgewinn, verpasste mit seiner Mannschaft jedoch die Play-offs.
In der Saison 2011 stellte Manning mit Pässen für 4.933 Yards eine Karrierebestleistung auf. Dennoch gelang die Qualifikation für die Play-offs erst in letzter Sekunde durch Siege an den beiden letzten Spieltagen der Regular Season. Als Außenseiter liefen Manning und die Giants anschließend zur Bestform auf und zogen nach Siegen gegen die Atlanta Falcons, Green Bay Packers und San Francisco 49ers wieder in den Super Bowl ein. Dabei erarbeitete sich Manning die Spitznamen „Comeback Kid“ und „Magic Manning“, da er die Spiele wiederholt im letzten Viertel zu Gunsten seiner Mannschaft entschied. Im Super Bowl XLVI traf er am 5. Februar 2012 erneut auf Tom Brady und die New England Patriots. Wie vier Jahre zuvor lief er dabei mit seinem Team im letzten Viertel einem Rückstand hinterher. Mit noch 3:46 Minuten auf der Uhr kamen die Giants beim Stand von 15:17 an der eigenen 12-Yard-Linie in Ballbesitz und rückten infolge eines 38-Yards-Passes von Manning auf Mario Manningham innerhalb kürzester Zeit bis zur Mittellinie vor. Eine Minute vor Spielende hatte Manning sein Team bis auf sechs Yards an die Endzone der Patriots herangeführt. Gekrönt wurde der lange Drive durch den anschließenden Touchdown von Ahmad Bradshaw zum 21:17-Sieg. Daraufhin gewann Manning zum zweiten Mal den Super Bowl sowie die Auszeichnung des Super Bowl MVP. Mit diesem zweiten Sieg gehört Manning zum Kreis von 13 Quarterbacks, die mehrmals den Super Bowl gewonnen haben. Darüber hinaus ist er neben Bart Starr, Terry Bradshaw, Joe Montana und Tom Brady der fünfte Spieler, der wiederholt zum Super Bowl MVP gewählt wurde.

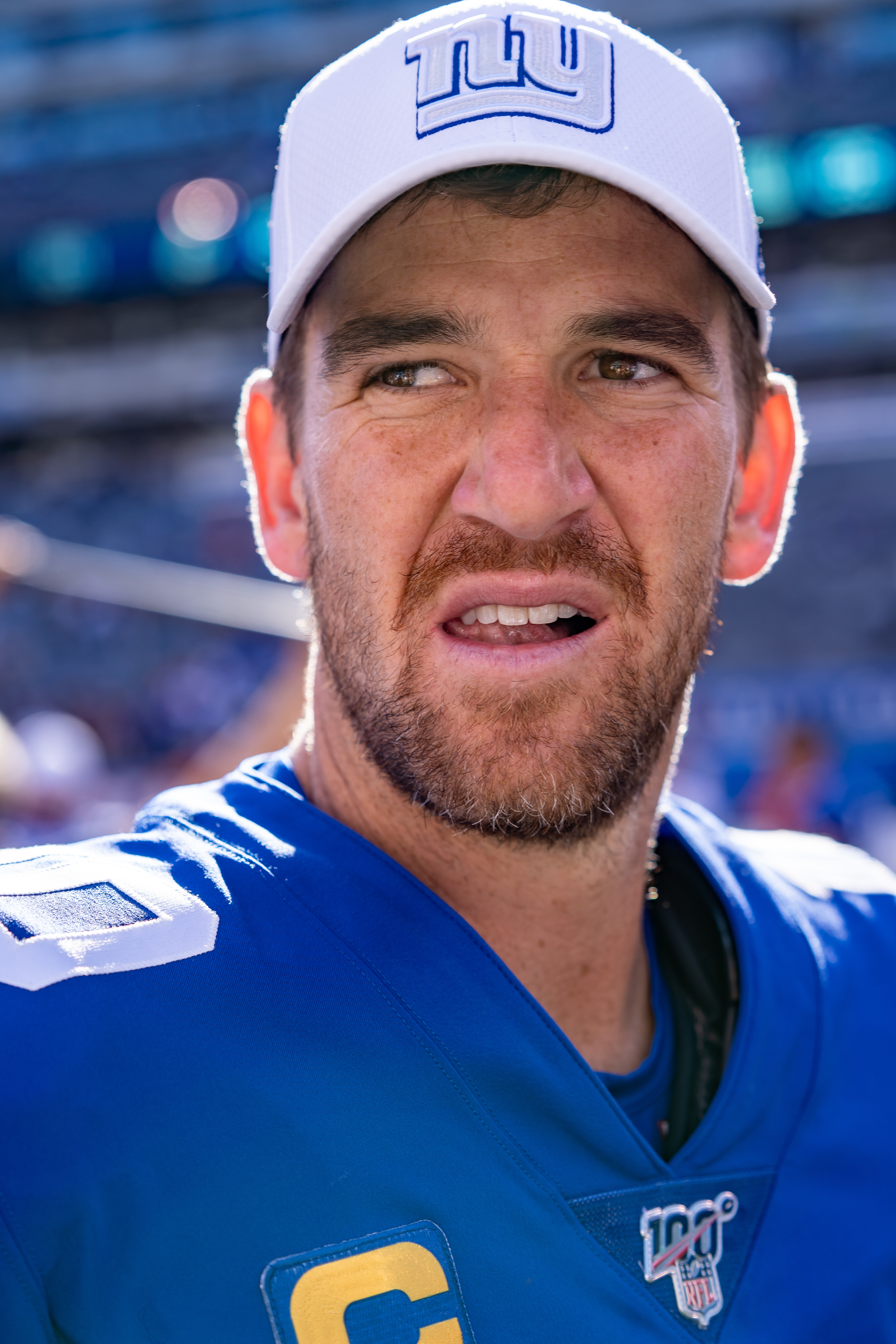
Manning in der Saison 2019

2016 führte Manning sein Team unter dem neuen Head Coach Ben McAdoo mit einem Record von 11-5 nach fünf Jahren wieder in die Play-offs, doch in der Wildcard-Round schieden die Giants gegen die Packers aus. In der Saison 2017 verbuchten die Giants nach elf Spielen nur zwei Siege bei neun Niederlagen. Daraufhin entschied McAdoo, Manning als Starting-Quarterback durch Geno Smith zu ersetzen. Dadurch endete Mannings Serie von 210 Spielen als Starter in Folge, die zum damaligen Zeitpunkt längste aktive Serie eines NFL-Spielers. Die Giants wurden für die Entscheidung in den Medien heftig attackiert. Als auch das darauffolgende Spiel mit Smith als Quarterback verloren ging, wurde McAdoo entlassen und Manning wieder zum Starting-Quarterback befördert. Die Giants beendeten die Saison mit einem Record von 3-13.
Nach dem zweiten Spieltag der Saison 2019 musste Manning seine Position als Starter für Daniel Jones, den die Giants an 6. Stelle im NFL Draft 2019 ausgewählt hatten, räumen. Nach der Saison gab er sein Karriereende bekannt.

## Privates
Eli Manning ist verheiratet und hat drei Töchter und einen Sohn. Er ist der Sohn des früheren Quarterbacks der New Orleans Saints, Archie Manning, der jüngere Bruder von Quarterback Peyton Manning und der Onkel von Arch Manning. Jeden Sommer leitet er mit seinem Vater und seinen Brüdern Peyton und Cooper die Manning Passing Academy. Deren Ziel ist es, die Offense-Fähigkeiten von Quarterbacks, Wide Receivern, Tight Ends und Runningbacks zu verbessern.

## Statistiken

### Regular Season
| Year  | Team  | G   | GS  | Passing | Passing | Passing | Passing | Passing | Passing | Passing | Passing | Rushing | Rushing | Rushing | Rushing | Sacked | Sacked | Fumbles | Fumbles |
| Year  | Team  | G   | GS  | Att     | Comp    | Pct     | Yds     | Y/A     | TD      | Int     | Rtg     | Att     | Yds     | Avg     | TD      | Sack   | YdsL   | Fum     | FumL    |
| ----- | ----- | --- | --- | ------- | ------- | ------- | ------- | ------- | ------- | ------- | ------- | ------- | ------- | ------- | ------- | ------ | ------ | ------- | ------- |
| 2004  | NYG   | 9   | 7   | 197     | 95      | 48,2    | 1.043   | 5,3     | 6       | 9       | 55,4    | 6       | 35      | 5,8     | 0       | 13     | 83     | 3       | 1       |
| 2005  | NYG   | 16  | 16  | 557     | 294     | 52,8    | 3.762   | 6,8     | 24      | 17      | 75,9    | 29      | 80      | 2,8     | 1       | 28     | 184    | 9       | 2       |
| 2006  | NYG   | 16  | 16  | 522     | 301     | 57,7    | 3.244   | 6,2     | 24      | 18      | 77,0    | 25      | 21      | 0,8     | 0       | 25     | 186    | 9       | 2       |
| 2007  | NYG   | 16  | 16  | 529     | 297     | 56,1    | 3.336   | 6,3     | 23      | 20      | 73,9    | 29      | 69      | 2,4     | 1       | 27     | 217    | 13      | 7       |
| 2008  | NYG   | 16  | 16  | 479     | 289     | 60,3    | 3.238   | 6,8     | 21      | 10      | 86,4    | 20      | 10      | 0,5     | 1       | 27     | 174    | 5       | 2       |
| 2009  | NYG   | 16  | 16  | 509     | 317     | 62,3    | 4.021   | 7,9     | 27      | 14      | 93,1    | 17      | 65      | 3,8     | 0       | 30     | 216    | 13      | 8       |
| 2010  | NYG   | 16  | 16  | 539     | 339     | 62,9    | 4.002   | 7,4     | 31      | 25      | 85,3    | 32      | 70      | 2,2     | 0       | 16     | 117    | 7       | 5       |
| 2011  | NYG   | 16  | 16  | 589     | 359     | 61,0    | 4.933   | 8,4     | 29      | 16      | 92,9    | 35      | 15      | 0,4     | 1       | 28     | 199    | 8       | 4       |
| 2012  | NYG   | 16  | 16  | 536     | 321     | 59,9    | 3.948   | 7,4     | 26      | 15      | 87,2    | 20      | 30      | 1,5     | 0       | 19     | 136    | 5       | 1       |
| 2013  | NYG   | 16  | 16  | 551     | 317     | 57,5    | 3.818   | 6,9     | 18      | 27      | 69,4    | 18      | 36      | 2,0     | 0       | 39     | 281    | 7       | 2       |
| 2014  | NYG   | 16  | 16  | 601     | 379     | 63,1    | 4.410   | 7,3     | 30      | 14      | 92,1    | 12      | 31      | 2,6     | 1       | 28     | 187    | 7       | 4       |
| 2015  | NYG   | 16  | 16  | 618     | 387     | 62,6    | 4.432   | 7,2     | 35      | 14      | 93,6    | 20      | 61      | 3,1     | 0       | 27     | 157    | 11      | 4       |
| 2016  | NYG   | 16  | 16  | 598     | 377     | 63,0    | 4.027   | 6,7     | 26      | 16      | 86,0    | 21      | −9      | −0,4    | 0       | 21     | 142    | 7       | 4       |
| 2017  | NYG   | 15  | 15  | 571     | 352     | 61,6    | 3.468   | 6,1     | 19      | 13      | 80,4    | 12      | 26      | 2,2     | 1       | 31     | 189    | 11      | 5       |
| 2018  | NYG   | 16  | 16  | 576     | 380     | 66,0    | 4.299   | 7,5     | 21      | 11      | 92,4    | 15      | 20      | 1,3     | 1       | 47     | 358    | 7       | 4       |
| 2019  | NYG   | 4   | 4   | 174     | 91      | 61,9    | 1.042   | 7,1     | 6       | 5       | 82,6    | 4       | 7       | 1,8     | 0       | 5      | 44     | 3       | 1       |
| Total | Total | 236 | 234 | 8.119   | 4.895   | 60,3    | 57.023  | 7,0     | 366     | 244     | 84,1    | 315     | 567     | 1,8     | 7       | 411    | 2.870  | 125     | 56      |

### Postseason
| Year  | Team  | G  | GS | Passing | Passing | Passing | Passing | Passing | Passing | Passing | Passing | Rushing | Rushing | Rushing | Rushing |
| Year  | Team  | G  | GS | Att     | Comp    | Pct     | Yds     | Y/A     | TD      | Int     | Rtg     | Att     | Yds     | Avg     | TD      |
| ----- | ----- | -- | -- | ------- | ------- | ------- | ------- | ------- | ------- | ------- | ------- | ------- | ------- | ------- | ------- |
| 2005  | NYG   | 1  | 1  | 18      | 10      | 55,6    | 113     | 6,3     | 0       | 3       | 35,0    | 0       | 0       | 0       | 0       |
| 2006  | NYG   | 1  | 1  | 27      | 16      | 59,3    | 161     | 6,0     | 2       | 0       | 88,7    | 2       | 4       | 2       | 0       |
| 2007  | NYG   | 4  | 4  | 119     | 72      | 61,3    | 854     | 7,2     | 6       | 1       | 95,7    | 8       | 10      | 1,3     | 0       |
| 2008  | NYG   | 1  | 1  | 29      | 15      | 51,7    | 169     | 5,8     | 0       | 2       | 40,7    | 1       | 0       | 0       | 0       |
| 2011  | NYG   | 4  | 4  | 163     | 106     | 65,0    | 1.219   | 7,5     | 9       | 1       | 103,3   | 8       | 20      | 2,5     | 0       |
| 2016  | NYG   | 1  | 1  | 44      | 23      | 52,3    | 299     | 6,8     | 1       | 1       | 72,1    | 1       | 11      | 11,0    | 0       |
| Total | Total | 12 | 12 | 400     | 242     | 60,5    | 2.815   | 7,0     | 18      | 8       | 87,4    | 20      | 45      | 2,3     | 0       |